# Elisabetta d'Asburgo (regina di Francia)
Elisabetta d'Asburgo (Vienna, 5 luglio 1554 – Vienna, 22 gennaio 1592) è stata arciduchessa d'Austria per nascita e regina di Francia dal 1570 al 1574 come moglie del re Carlo IX.

## Biografia

### Infanzia

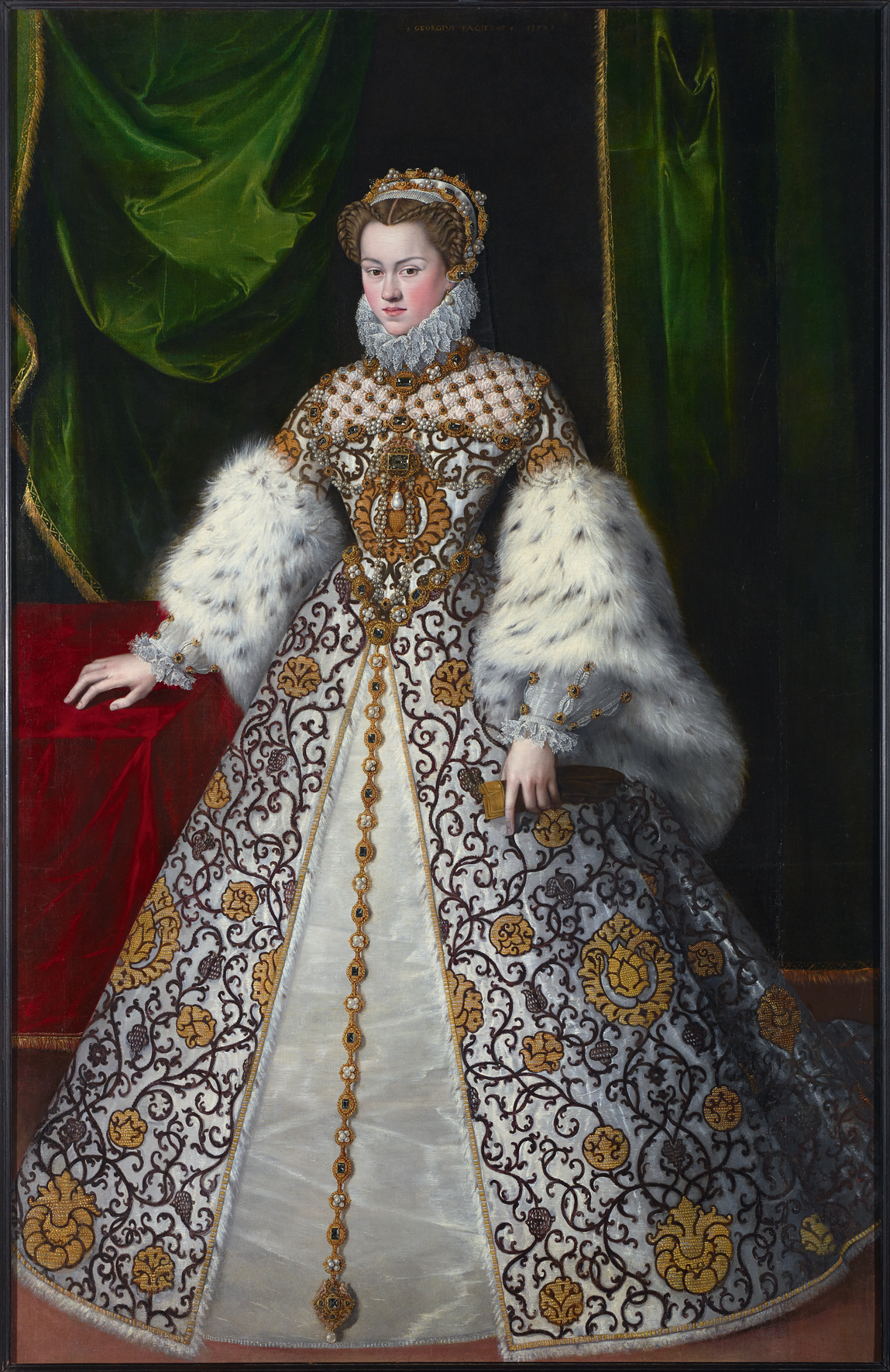
Elisabetta d'Austria nel 1570.

Elisabetta la quinta figlia (la seconda femmina) del futuro imperatore Massimiliano II, e di sua moglie, Maria di Spagna, figlia di Carlo V. Durante la sua infanzia, ha vissuto con la sorella maggiore Anna e il fratello minore Mattia in un padiglione nel giardino della Stallburg, parte del complesso del Hofburg. Godette di un'infanzia privilegiata e appartata e cresciuta nella religione cattolica. Somigliava molto al padre, non solo nell'aspetto, ma anche nel carattere: Elisabetta era intelligente e affascinante quanto suo padre.
Con la sua pelle bianca impeccabile, i lunghi capelli biondi e il fisico perfetto, era considerata una delle grandi bellezze dell'epoca. Era anche considerata pudica, pia e affettuosa, ma ingenua e intensamente innocente a causa della sua educazione. Tuttavia, era intellettualmente dotata. I fratelli di Elisabetta furono istruiti dallo scrittore e diplomatico fiammingo Ogier Ghislain de Busbecq. La curiosa principessa si unì presto a loro e li oscurò persino nei loro studi. Sua madre supervisionava personalmente l'educazione religiosa delle sue figlie, e fin dalla prima infanzia Elisabetta fu colpita dalla sua omonima Santa Elisabetta d'Ungheria e, secondo quanto riferito, la prese come modello.
A differenza delle Infante di Spagna della casa d'Asburgo, Elisabetta non trascorse dunque l'infanzia e la giovinezza nell'isolamento, ma nell'ambiente di corte.

## Matrimonio
Molto presto, intorno al 1559, fu suggerito un incontro tra Elisabetta e Carlo, duca d'Orléans. Nel 1562, il maresciallo di Vieilleville, membro della delegazione francese inviata a Vienna, vedendo la principessa di otto anni, esclamò: "Maestà, questa è la regina di Francia!". Sebbene Vieilleville non avesse il diritto di fare un'offerta, il nonno di Elisabetta, Ferdinando I, si mostrò interessato: furono scambiati doni e avviati contatti tra le due corti, ma nessuno si preoccupò di insegnare il francese alla giovane principessa.
Solo nel 1569, dopo il fallimento dei progetti matrimoniali con Federico II di Danimarca e Sebastiano I del Portogallo, l'offerta francese fu presa seriamente in considerazione. Caterina de' Medici, madre del duca d'Orléans e che reggeva le sorti della politica francese, preferì inizialmente la sorella maggiore di Elisabetta, Anna; ma quest'ultima era già stata scelta come nuova moglie di suo zio, Filippo II di Spagna. Caterina alla fine acconsentì al matrimonio con la giovane Elisabetta, poiché la Francia aveva assolutamente bisogno di un matrimonio cattolico per combattere il partito protestante, gli ugonotti, nonché per cementare un'alleanza tra le due famiglie.

### Regina di Francia
Elisabetta fu sposata per la prima volta per procura il 22 ottobre 1570 nella cattedrale di Spira. Suo zio, l'arciduca Ferdinando d'Austria-Tirolo, rappresentò Carlo. Dopo lunghi festeggiamenti, lasciò l'Austria il 4 novembre accompagnata da alti dignitari tedeschi, tra cui l'arcivescovo elettore di Treviri. A causa del maltempo al suo arrivo in Francia, mentre la pioggia costante aveva reso impraticabili le strade, si è deciso di celebrare il matrimonio ufficiale nella piccola città di confine di Mézières-en-Champagne (l'attuale Charleville-Mézières). Prima di raggiungere la sua destinazione, Elisabetta soggiornò a Sedan, dove i due fratelli minori di suo marito Enrico, duca d'Angiò e Francesco, duca di Alençon vennero ad accoglierla. Incuriosito dalla sua futura moglie, Carlo si travestì da soldato e si recò a Sedan, dove si mescolò alla folla dei cortigiani per osservarla in incognito mentre il fratello Enrico le mostrava l'architettura della fortezza di Sedan. Secondo quanto riferito, Carlo fu deliziato dalla sua vista.
Carlo IX e l'arciduchessa Elisabetta d'Austria si sposarono formalmente il 26 novembre 1570 a Mézières; il cardinale Carlo di Borbone celebrò la cerimonia. L'occasione è stata celebrata con immensa pompa e stravaganza, nonostante il terribile stato delle finanze francesi. L'abito da sposa della nuova regina era di un panno d'argento cosparso di perle, e la sua tiara era tempestata di perle, smeraldi, diamanti, zaffiri e rubini.

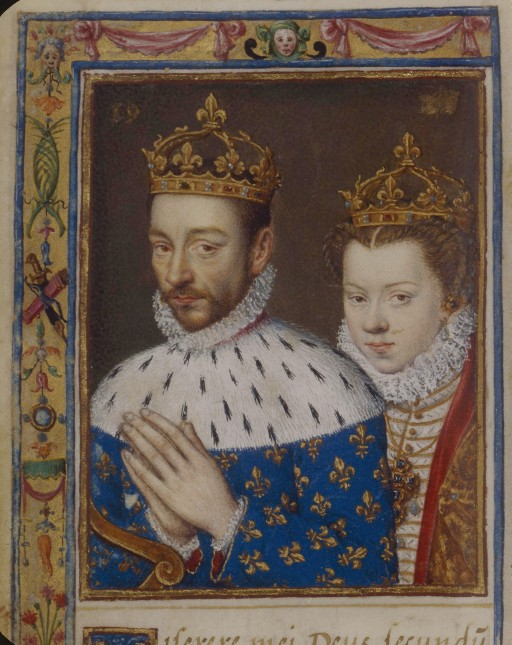
Carlo IX ed Elisabetta.

A causa del viaggio difficile e del freddo, all'inizio del 1571 Elisabetta si ammalò. Poiché il matrimonio è avvenuto lontano da Parigi, solo in primavera l'alleanza franco-tedesca è stata celebrata ancora una volta con magnifici festeggiamenti nella capitale. Il 25 marzo 1571 Elisabetta fu consacrata regina di Francia dall'arcivescovo di Reims nella basilica di Saint-Denis. La nuova regina entrò ufficialmente a Parigi quattro giorni dopo, il 29 marzo. Poi, è scomparsa dalla vita pubblica.
Elisabetta era così contenta di suo marito che, con divertimento generale, non esitò a baciarlo davanti agli altri. Tuttavia, Carlo IX aveva già un'amante di lunga data, Marie Touchet, che citò notoriamente: "La ragazza tedesca non mi spaventa" (L'Allemande ne me fait pas peur); dopo una breve infatuazione per la sua sposa adolescente, Carlo IX tornò presto dalla sua amante. Tuttavia, la coppia reale aveva un rapporto caloroso e solidale. Carlo si rese conto che i modi liberali della corte francese avrebbero potuto scioccare Elisabetta e, insieme a sua madre, fece uno sforzo per proteggerla dai suoi eccessi. Inoltre, Caterina fece in modo che la sua nuova nuora fosse tenuta fuori dagli affari di stato.
Elisabetta parlava fluentemente tedesco, spagnolo, latino e italiano, ma imparò con difficoltà il francese; inoltre, si sentiva sola nella vivace e dissoluta corte francese; tuttavia, una delle sue poche amiche era sua cognata, Margherita di Valois, che non era nota per la sua virtù. Busbecq, il suo ex tutore che l'ha accompagnata in Francia, è stato nominato Lord Chamberlain della sua famiglia e Maddalena di Savoia è stata nominata sua Première dame d'honneur.
Sconvolta dai modi licenziosi della corte francese, si dedicò al lavoro di ricamo, alla lettura e soprattutto alla pratica di opere caritatevoli e pie. Continuò ad ascoltare la messa due volte al giorno ed è rimasta sconvolta dallo scarso rispetto mostrato per la religione dai presunti cortigiani cattolici. Il suo unico atto controverso è stato quello di respingere le attenzioni dei cortigiani e dei politici protestanti rifiutando al leader ugonotto, Gaspard II de Coligny, il permesso di baciarle la mano quando ha reso omaggio alla famiglia reale. 

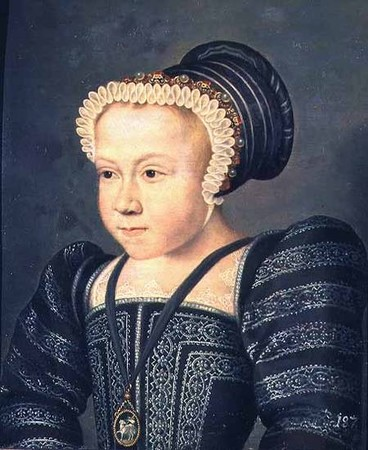
Maria Elisabetta di Valois.

Nonostante la sua forte opposizione al protestantesimo in Francia, rimase inorridita quando ricevette la notizia del massacro del giorno di San Bartolomeo iniziato il 24 agosto 1572 e continuato per diversi giorni dopo, quando migliaia di protestanti francesi furono massacrati a Parigi. Secondo Brantôme, la mattina seguente, scioccata nell'apprendere da qualcuno del suo entourage del massacro, chiese se suo marito lo sapesse. Detto che non solo lo sapeva, ma ne era l'iniziatore, esclamò: "Oh, mio Dio! Cos'è questo? Chi sono questi consiglieri che gli hanno dato un tale consiglio? Mio Dio, ti chiedo di perdonarlo...". Poi chiese il suo libro d'ore e cominciò a pregare. In quei giorni, Elisabetta ricevette petizioni per parlare a nome degli innocenti, e riuscì ad assicurare la promessa di risparmiare la vita ai protestanti stranieri (soprattutto numerosi tedeschi). All'epoca, in una gravidanza piuttosto avanzata (era incinta di sette mesi), non si rallegrò pubblicamente per così tante morti, come fecero altri eminenti cattolici.
La coppia ebbe una figlia:
- Maria Elisabetta (27 ottobre 1572-2 aprile 1578)

La bambina si chiamava Maria Elisabetta in onore di sua nonna, l'imperatrice Maria e della regina Elisabetta I d'Inghilterra, che erano le sue madrine. Nel maggio 1572 giunse a Parigi un giovane inglese, Philip Sidney, che, a causa delle sue parentele (suo zio era Robert Dudley, il famoso favorito della regina Elisabetta I d'Inghilterra), venne ricevuto con tutti gli onori. Sebbene riguardo a questo vi siano solo pochi accenni nelle fonti, sembra che Sidney e la regina si innamorassero l'uno dell'altra: nel famoso ciclo di sonetti scritti da Sidney, Astrophil e Stella, si ritroverebbero diverse allusioni a Elisabetta.
Al momento della sua nascita, la salute di Carlo IX si stava deteriorando rapidamente e, dopo lunghe sofferenze, durante le quali Elisabetta gli diede un silenzioso sostegno e pregò per la sua guarigione, Carlo IX morì il 30 maggio 1574; Elisabetta pianse "lacrime così tenere e così segrete", secondo Brantôme, al suo capezzale.
Terminati i 40 giorni di lutto, Elisabetta - ora chiamata la Reine blanche (la Regina Bianca), poiché, per consuetudine, la vedova del defunto re di Francia indossava abiti bianchi dopo il primo periodo di lutto - fu costretta dal padre di tornare a Vienna. Poco prima, l'imperatore Massimiliano II le aveva proposto un nuovo matrimonio, questa volta con il fratello e successore del marito defunto, il re Enrico III di Francia; tuttavia, lei, così come Enrico III, rifiutò fermamente. Attraverso le lettere, Enrico III le diede in dote la Contea delle Marche. Inoltre, ricevette il titolo di duchessa di Berry e nel 1577 ottenne in cambio i ducati di Alvernia e Borbone. Il 28 agosto 1575 Elisabetta visitò per l'ultima volta la figlia di quasi tre anni ad Amboise e il 5 dicembre lasciò Parigi.

## Morte
Tornata a Vienna, Elisabetta visse dapprima nella residenza della sua infanzia, Stallburg. Il 12 ottobre 1576 morì il suo amato padre e suo fratello Rodolfo II gli succedette come imperatore del Sacro Romano Impero. La sua ultima grande tragedia avvenne il 2 aprile 1578, quando morì la figlia. Quando le fu fatta una nuova proposta di matrimonio, questa volta dal re Filippo II di Spagna dopo la morte della moglie Anna nel 1580, lei rifiutò nuovamente; secondo Brantôme, rispose all'offerta con la famosa frase: "Le regine di Francia non si risposano" (Les Reines de France ne se remarient point), una volta pronunciata da Bianca di Navarra, vedova del re Filippo VI.
In Francia, dove Busbecq gestiva le sue proprietà, Elisabetta costruì un collegio dei gesuiti a Bourges, sebbene non ricevesse mai le entrate monetarie dai suoi domini.
All'inizio del 1580, Elisabetta acquistò alcuni terreni vicino a Stallburg e fondò il convento di Clarisse chiamato "Maria, regina degli Angeli" (Klarissinnenkloster Maria, Königin der Engel), noto anche come Monastero della Regina (Königinkloster). Elisabetta d'ora in poi dedicò la sua vita a seguire l'esempio del santo patrono del suo convento nell'esercizio della pietà, del soccorso ai poveri e dell'assistenza sanitaria. Anche le figlie impoverite della nobiltà hanno trovato il suo sostegno. Ha anche finanziato il restauro della Cappella di Ognissanti a Hradčany, distrutta da un incendio nel 1541.
Elisabetta acquisì diverse reliquie per il suo convento. Nel 1588, per consenso del fratello Massimiliano, come coadiutore dell'Ordine Teutonico, le furono inviate da Marburgo alcune ossa di Santa Elisabetta d'Ungheria.
Dopo la sua partenza dalla Francia, Elisabetta mantenne una corrispondenza regolare con la cognata, la regina Margherita di Navarra, e quando quest'ultima fu ostracizzata dal resto della famiglia reale, mise a sua disposizione metà delle entrate che riceveva dalla Francia. Brantôme racconta che in un'occasione Elisabetta inviò a Margherita due libri scritti da lei (ora perduti): un'opera devozionale (Sur la parole de Dieu) e un'opera storica (Sur les événements considérables qui arrivèrent en France de son temps).
Elisabetta morì il 22 gennaio 1592 vittima di pleurite, e fu sepolta sotto una semplice lastra di marmo nella chiesa del suo convento ma, quando nel 1782 questo venne chiuso e la chiesa di Sant'Elisabetta entrò a far parte della Chiesa evangelico-luterana di Vienna, le sue ossa vennero traslate nello Stephansdom. La Chiesa cattolica la ricorda nel giorno della sua morte, il 22 gennaio.

## Ascendenza
|                           |                        |                          | Genitori                   |  |  | Nonni |  |  | Bisnonni               |  |  | Trisnonni                |  |
|                           |                        |                          |                            |  |  |       |  |  | Filippo I di Castiglia |  |  | Massimiliano I d'Asburgo |  |
|                           |                        |                          |                            |  |  |       |  |  | Filippo I di Castiglia |  |  | Massimiliano I d'Asburgo |  |
|                           |                        | Maria di Borgogna        |                            |  |  |       |  |  | Filippo I di Castiglia |  |  |                          |  |
| Ferdinando I d'Asburgo    |                        |                          |                            |  |  |       |  |  | Filippo I di Castiglia |  |  |                          |  |
|                           |                        | Giovanna di Castiglia    | Ferdinando II d'Aragona    |  |  |       |  |  |                        |  |  |                          |  |
|                           |                        | Giovanna di Castiglia    | Ferdinando II d'Aragona    |  |  |       |  |  |                        |  |  |                          |  |
|                           |                        | Giovanna di Castiglia    | Isabella di Castiglia      |  |  |       |  |  |                        |  |  |                          |  |
| Massimiliano II d'Asburgo |                        | Giovanna di Castiglia    |                            |  |  |       |  |  |                        |  |  |                          |  |
|                           |                        | Ladislao II di Boemia    | Casimiro IV di Polonia     |  |  |       |  |  |                        |  |  |                          |  |
|                           |                        | Ladislao II di Boemia    | Casimiro IV di Polonia     |  |  |       |  |  |                        |  |  |                          |  |
|                           |                        | Ladislao II di Boemia    | Elisabetta d'Asburgo       |  |  |       |  |  |                        |  |  |                          |  |
| Anna Jagellone            |                        | Ladislao II di Boemia    |                            |  |  |       |  |  |                        |  |  |                          |  |
|                           |                        | Anna di Foix-Candale     | Gastone II di Foix-Candale |  |  |       |  |  |                        |  |  |                          |  |
|                           |                        | Anna di Foix-Candale     | Gastone II di Foix-Candale |  |  |       |  |  |                        |  |  |                          |  |
|                           |                        | Anna di Foix-Candale     | Caterina di Navarra        |  |  |       |  |  |                        |  |  |                          |  |
| Elisabetta d'Asburgo      |                        | Anna di Foix-Candale     |                            |  |  |       |  |  |                        |  |  |                          |  |
|                           | Filippo I di Castiglia | Massimiliano I d'Asburgo |                            |  |  |       |  |  |                        |  |  |                          |  |
|                           | Filippo I di Castiglia | Massimiliano I d'Asburgo |                            |  |  |       |  |  |                        |  |  |                          |  |
|                           | Filippo I di Castiglia | Maria di Borgogna        |                            |  |  |       |  |  |                        |  |  |                          |  |
| Carlo V d'Asburgo         | Filippo I di Castiglia |                          |                            |  |  |       |  |  |                        |  |  |                          |  |
|                           |                        | Giovanna di Castiglia    | Ferdinando II d'Aragona    |  |  |       |  |  |                        |  |  |                          |  |
|                           |                        | Giovanna di Castiglia    | Ferdinando II d'Aragona    |  |  |       |  |  |                        |  |  |                          |  |
|                           |                        | Giovanna di Castiglia    | Isabella di Castiglia      |  |  |       |  |  |                        |  |  |                          |  |
| Maria d'Asburgo           |                        | Giovanna di Castiglia    |                            |  |  |       |  |  |                        |  |  |                          |  |
|                           |                        | Manuele I del Portogallo | Ferdinando del Portogallo  |  |  |       |  |  |                        |  |  |                          |  |
|                           |                        | Manuele I del Portogallo | Ferdinando del Portogallo  |  |  |       |  |  |                        |  |  |                          |  |
|                           |                        | Manuele I del Portogallo | Beatrice del Portogallo    |  |  |       |  |  |                        |  |  |                          |  |
| Isabella d'Aviz           |                        | Manuele I del Portogallo |                            |  |  |       |  |  |                        |  |  |                          |  |
|                           |                        | Maria d'Aragona          | Ferdinando II d'Aragona    |  |  |       |  |  |                        |  |  |                          |  |
|                           |                        | Maria d'Aragona          | Ferdinando II d'Aragona    |  |  |       |  |  |                        |  |  |                          |  |
|                           |                        | Maria d'Aragona          | Isabella di Castiglia      |  |  |       |  |  |                        |  |  |                          |  |
|                           |                        | Maria d'Aragona          |                            |  |  |       |  |  |                        |  |  |                          |  |